# チョルトキウ
チョルトキウ (ウクライナ語: Чортків,  発音; ポーランド語: Czortków; イディッシュ語: טשאָרטקאָוו, Chortkov; ロシア語: Чортков, チョルトコフ) は、ウクライナ西部のテルノーピリ州オーブラスチ）のチョルトキウ地区の市である。
チョルトキウ地区（ラヨン）の行政の中心地であり、同地区の行政庁舎が置かれている。またウクライナのフロマーダの一つ、チョルトキウ都市型フロマーダの行政中心地でもある。人口は2021年推計で28,393人。
チョルトキウは、歴史的地域のハルィチナー・ポジーリャの北部、セレト川沿いに位置している。またルーマニアの国境からは約140キロの地点に位置している。
過去にはチョルトキウは多くのハシド派ユダヤ人の拠点であり、特筆すべきシュテットルで、ホロコースト以前はかなりの数のユダヤ人が居住していた。現代のチョルトキウは地域の商業と小規模製造業の中心地となっている。建築記念碑の中には、それぞれ16世紀と17世紀に建設された要塞群や、17世紀から18世紀にかけて建設されたウクライナの木造教会群を有している。

## 歴史

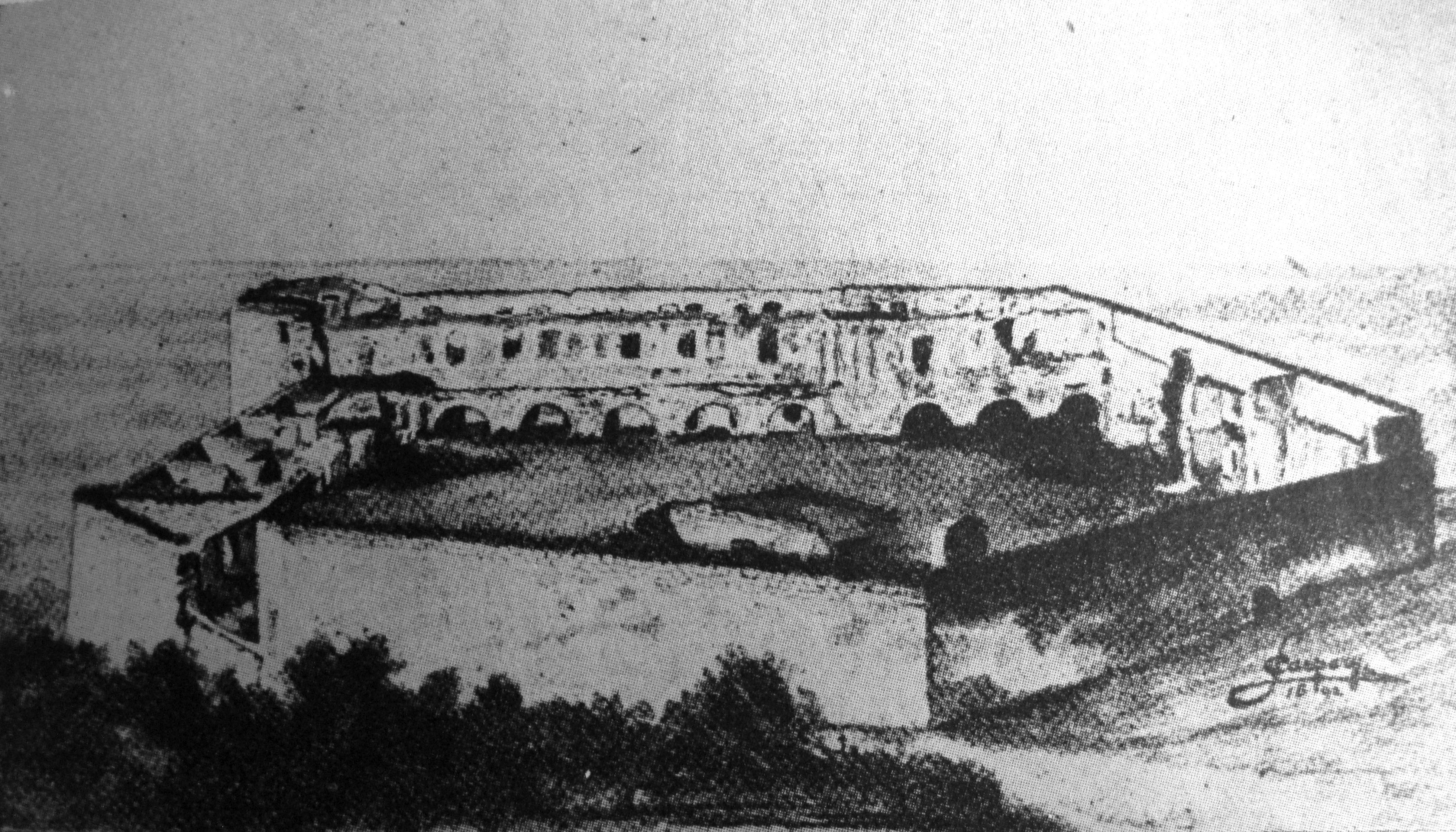
チョルトキウ城

チョルトキウが最初に歴史史料で言及されたのは1522年で、ポーランド王ジグムント1世が、イエジィ・チャルトコフスキ (Jerzy Czortkowski)へ町の所有権の命令を付与し、町の名をチャルトコフスキ自身の名に因んだチャルトコフ (Czortków) への命名を許可した時だった。1648年から1649年のコサック・ポーランド戦争では 約50家族を数えるこの小さなコミュニティは、ほぼ全員が虐殺された。ユダヤ人指導者たちは1705年まで、ユダヤ人のチョルトキウへの再定住を反対した。同時期に町はマクデブルク法による自治権も認められた。 
1931年、町には19,000人の居住者がおり、その内46.4パーセントはローマ・カトリック信者のポーランド人、30パーセントはユダヤ系のウクライナ人とポーランド人、22.8パーセントはウクライナ東方カトリック信者のウクライナ人であった。
チョルトキウはポーランドの国境防衛隊"Podole"旅団の重要な駐屯地で、1935年から1938年の総司令官はステファン・ロヴェツキ将軍であった。さらにはポーランドの第36歩兵師団の駐屯地でもあった。
ソビエト連邦による西ウクライナの併合によって、市は1939年9月17日から1941年6月までソ連に併合された。1940年1月、ポーランド人居住者たち、特に地元の高校の生徒たちは、失敗に終わるチャルトコフの蜂起を組織し、 それは第二次世界大戦におけるポーランド人の最初の反乱となった。1941年から1944年は、ナチス・ドイツが設立したポーランド総督府に併合された。1944年、赤軍によってナチスが敗北すると、1991年に独立したウクライナの一部となるまでは町はソ連の統治下に置かれた。ユダヤ人住民は、ホロコーストの一環として迫害されるか国外追放された。生き残った町のポーランド人住民は、大戦直後に回復領へ移送させられた。
1944年、州都テルノーピリの激しい破壊のためチョルトキウは州の行政中心地の役割を果たした。
1989年1月の人口は、26,681人であった。
2013年1月の人口は、29,640人であった。
2020年7月18日まで、チョルトキウは州内重要市に指定されており、チョルトキウ地区（ラヨン）の行政中心地であったにもかかわらず、同ラヨンに属していなかった。同日にウクライナ最高議会によって可決された、テルノーピリ州のラヨン数を3に減らした地方自治体行政区画改革の一環として州内重要市制度は廃止され、市はチョルトキウ地区に編入された。

### ロシアのウクライナ侵攻
2022年2月24日から始まったロシアのウクライナ侵攻において、前線となったウクライナ中北部、東部、南東部の前線からは距離的には離れていたものの、6月12日には黒海から発射されたミサイル4発による攻撃を受け、軍事施設やアパートが破壊され、22人が負傷したと報じられた。

## 天候
| チョルトキウ (1981–2010)の気候          | チョルトキウ (1981–2010)の気候 | チョルトキウ (1981–2010)の気候 | チョルトキウ (1981–2010)の気候 | チョルトキウ (1981–2010)の気候 | チョルトキウ (1981–2010)の気候 | チョルトキウ (1981–2010)の気候 | チョルトキウ (1981–2010)の気候 | チョルトキウ (1981–2010)の気候 | チョルトキウ (1981–2010)の気候 | チョルトキウ (1981–2010)の気候 | チョルトキウ (1981–2010)の気候 | チョルトキウ (1981–2010)の気候 | チョルトキウ (1981–2010)の気候 |
| 月                                      | 1月                            | 2月                            | 3月                            | 4月                            | 5月                            | 6月                            | 7月                            | 8月                            | 9月                            | 10月                           | 11月                           | 12月                           | 年                             |
| --------------------------------------- | ------------------------------ | ------------------------------ | ------------------------------ | ------------------------------ | ------------------------------ | ------------------------------ | ------------------------------ | ------------------------------ | ------------------------------ | ------------------------------ | ------------------------------ | ------------------------------ | ------------------------------ |
| 平均最高気温 °C （°F）                  | −0.7 (30.7)                    | 0.9 (33.6)                     | 6.0 (42.8)                     | 13.9 (57)                      | 20.1 (68.2)                    | 22.6 (72.7)                    | 24.7 (76.5)                    | 24.2 (75.6)                    | 18.9 (66)                      | 12.9 (55.2)                    | 5.3 (41.5)                     | 0.2 (32.4)                     | 12.4 (54.3)                    |
| 日平均気温 °C （°F）                    | −3.5 (25.7)                    | −2.5 (27.5)                    | 1.8 (35.2)                     | 8.5 (47.3)                     | 14.3 (57.7)                    | 17.1 (62.8)                    | 19.0 (66.2)                    | 18.3 (64.9)                    | 13.5 (56.3)                    | 8.2 (46.8)                     | 2.2 (36)                       | −2.4 (27.7)                    | 7.9 (46.2)                     |
| 平均最低気温 °C （°F）                  | −6.1 (21)                      | −5.3 (22.5)                    | −1.6 (29.1)                    | 4.0 (39.2)                     | 9.2 (48.6)                     | 12.3 (54.1)                    | 14.1 (57.4)                    | 13.4 (56.1)                    | 9.1 (48.4)                     | 4.5 (40.1)                     | −0.3 (31.5)                    | −4.8 (23.4)                    | 4.0 (39.2)                     |
| 降水量 mm （inch）                      | 31.3 (1.232)                   | 39.1 (1.539)                   | 35.7 (1.406)                   | 47.8 (1.882)                   | 80.7 (3.177)                   | 90.3 (3.555)                   | 92.0 (3.622)                   | 72.8 (2.866)                   | 59.9 (2.358)                   | 37.4 (1.472)                   | 37.8 (1.488)                   | 39.0 (1.535)                   | 663.8 (26.134)                 |
| 平均降水日数 （≥1.0 mm）                | 7.8                            | 8.4                            | 8.6                            | 8.4                            | 10.0                           | 10.1                           | 10.2                           | 8.6                            | 8.3                            | 6.9                            | 8.0                            | 9.4                            | 104.7                          |
| % 湿度                                  | 84.1                           | 81.6                           | 76.5                           | 68.2                           | 67.7                           | 72.5                           | 73.0                           | 73.9                           | 77.4                           | 80.2                           | 85.2                           | 86.4                           | 77.2                           |
| 出典：World Meteorological Organization |                                |                                |                                |                                |                                |                                |                                |                                |                                |                                |                                |                                |                                |

## ギャラリー

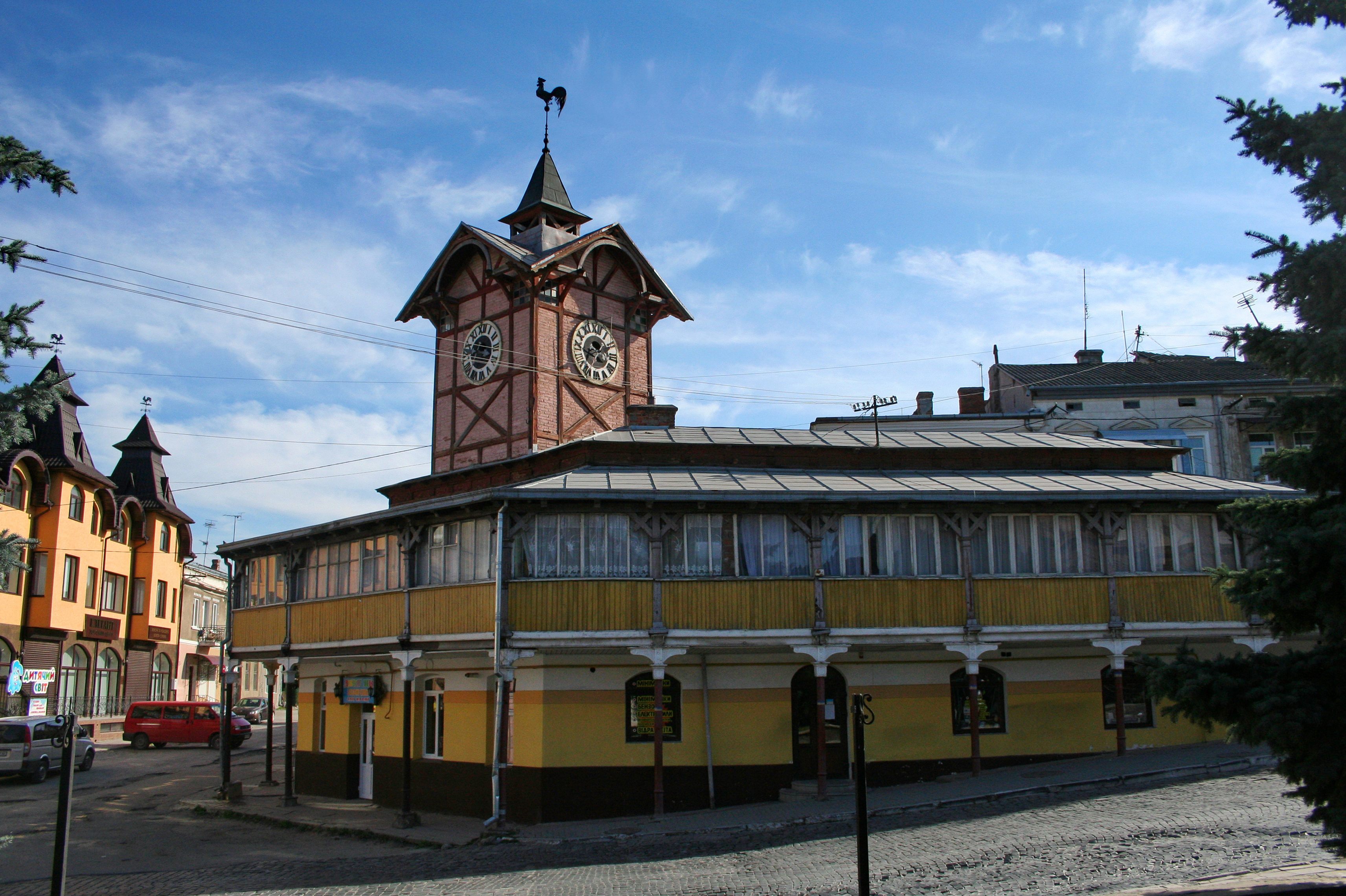
市庁舎
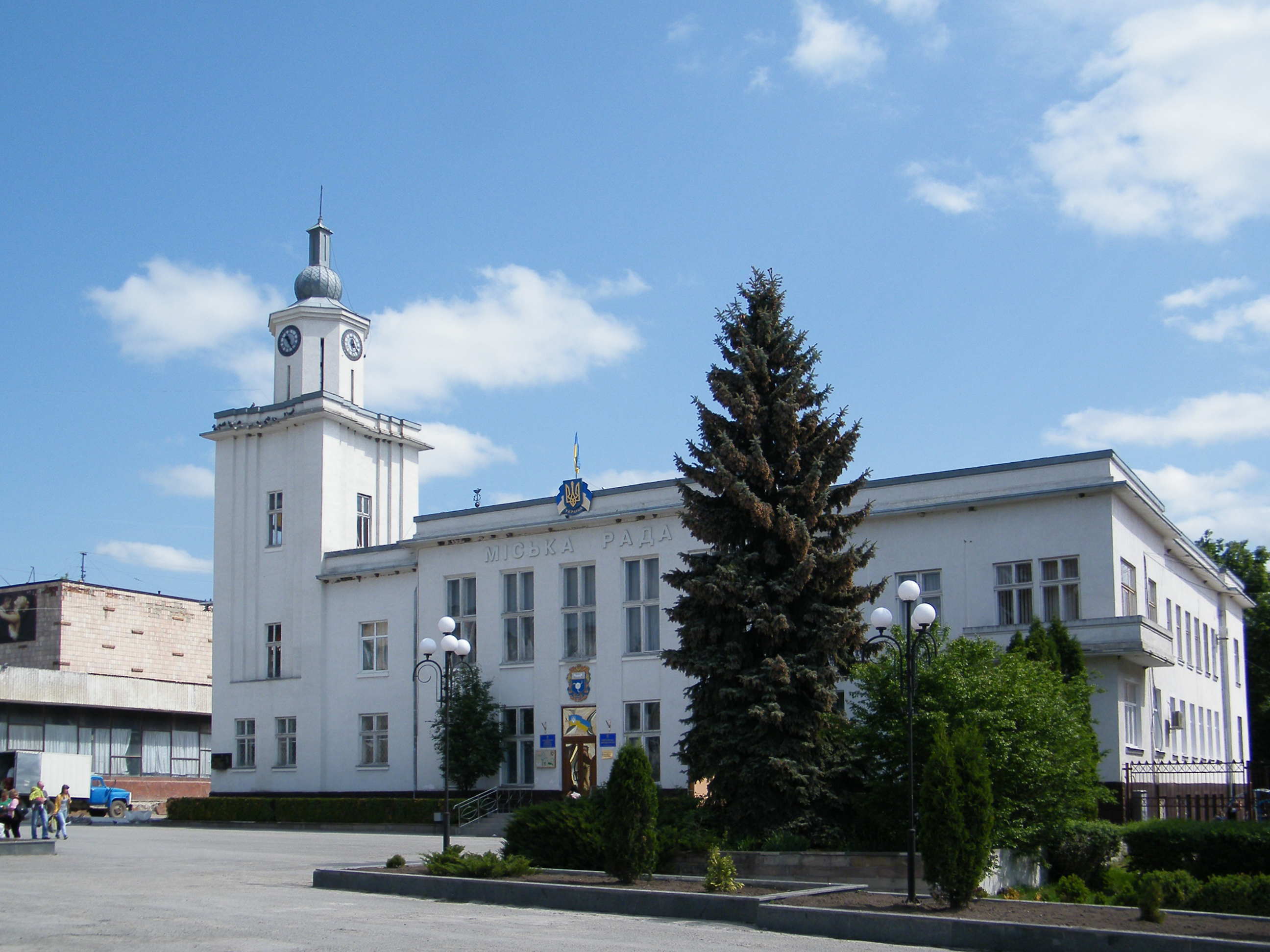
市庁舎
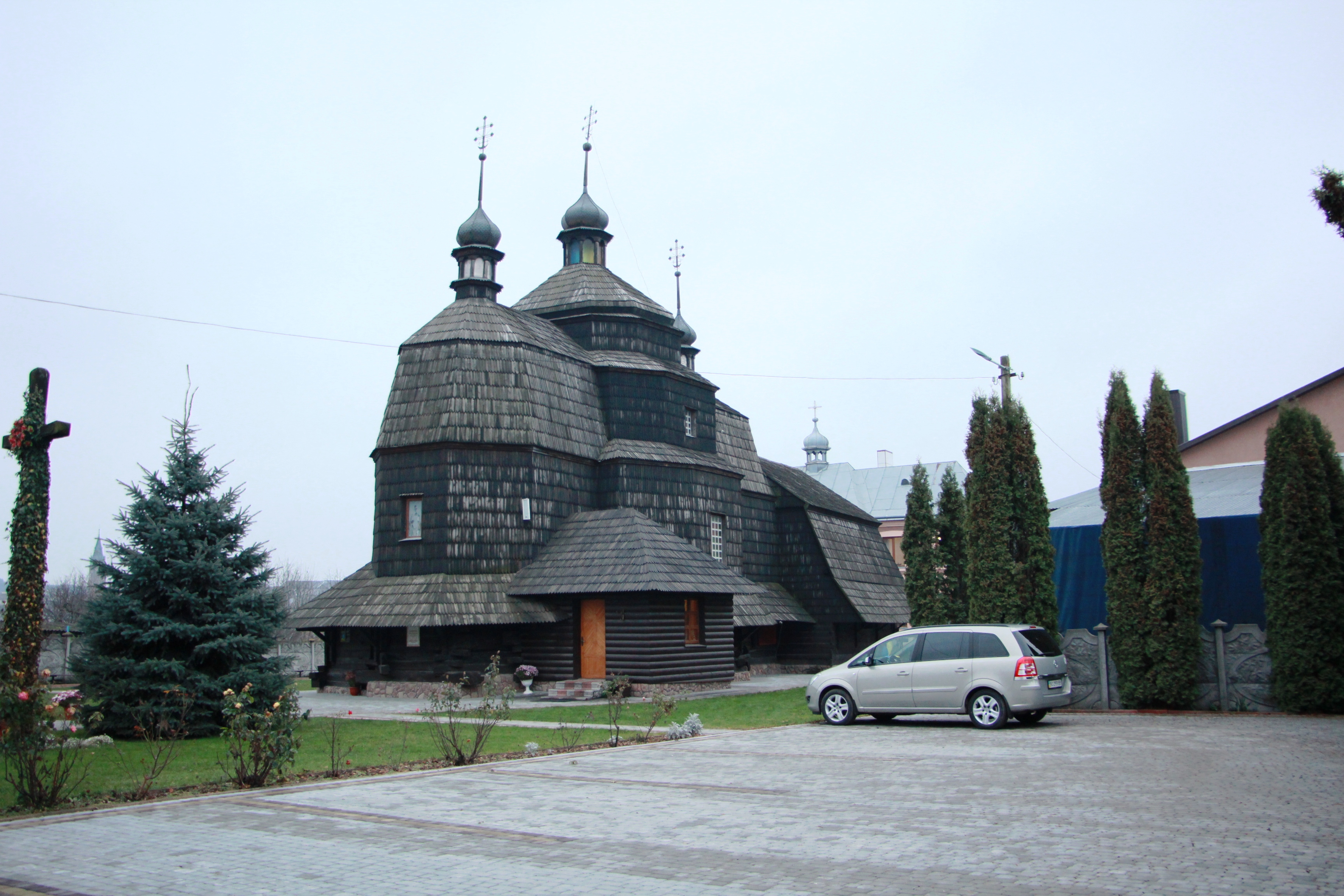
チョルトキウの被昇天教会
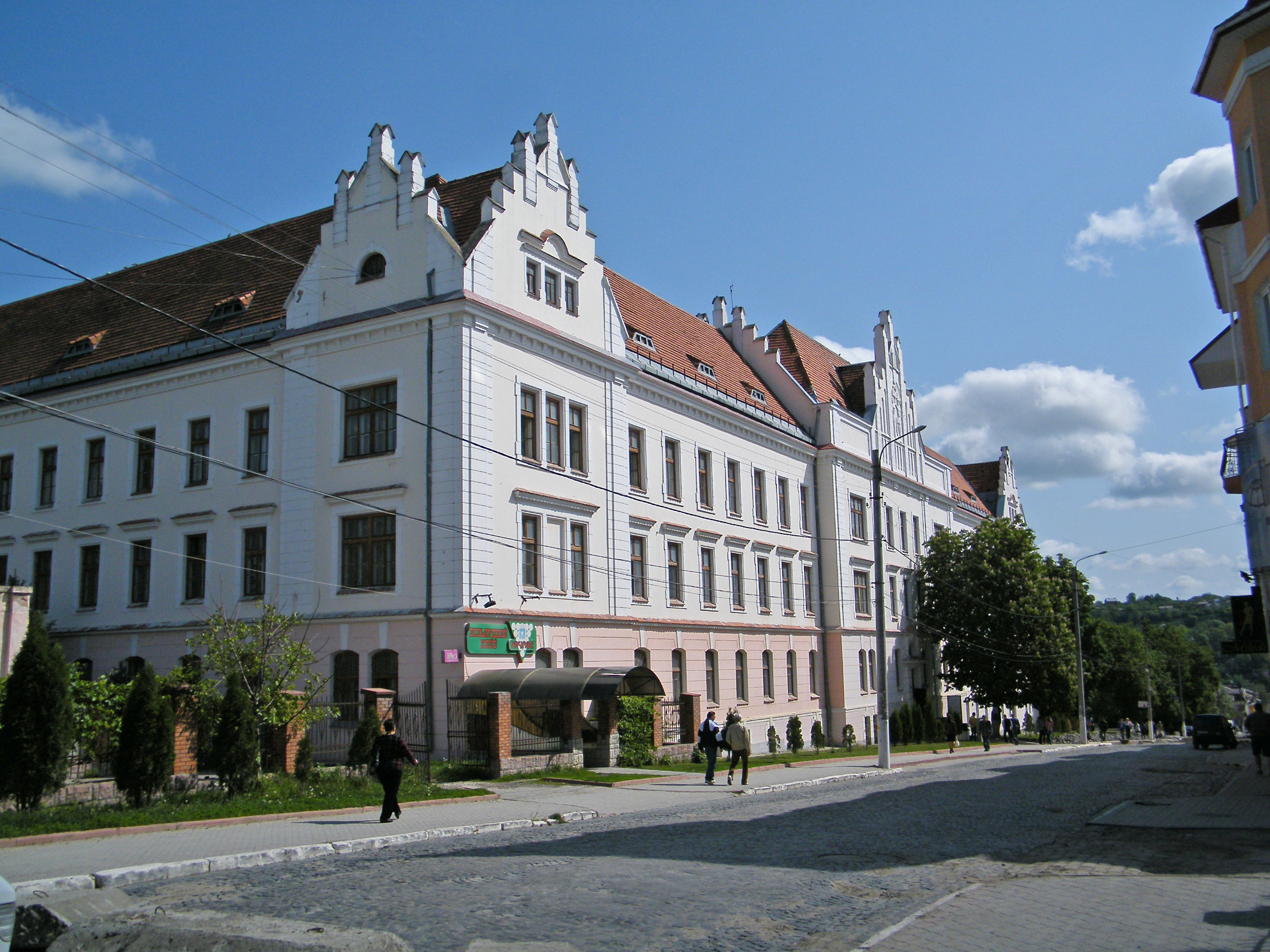
歴史的旧郡裁判所ビル
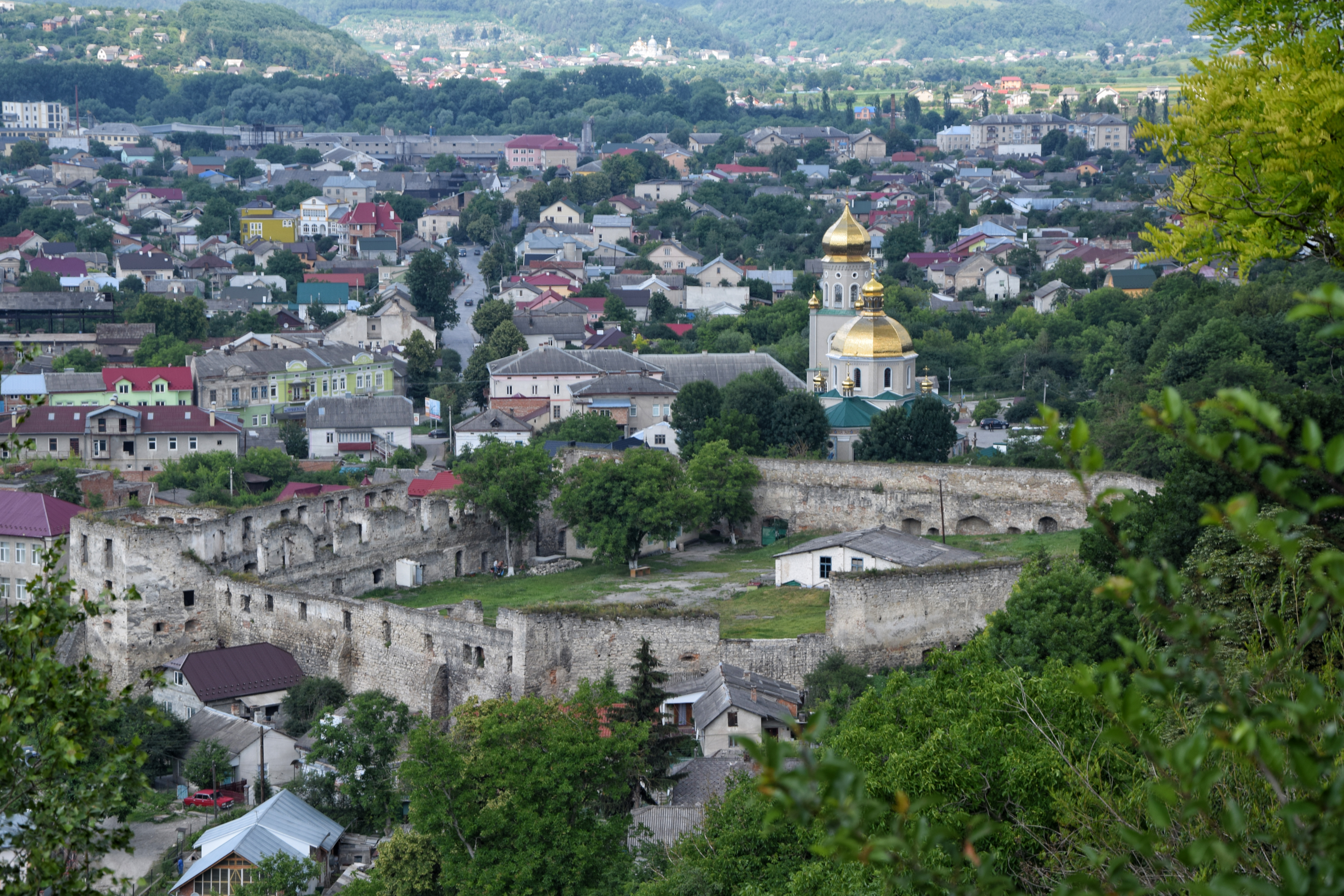
チョルトキウ城と連隊教会遺跡
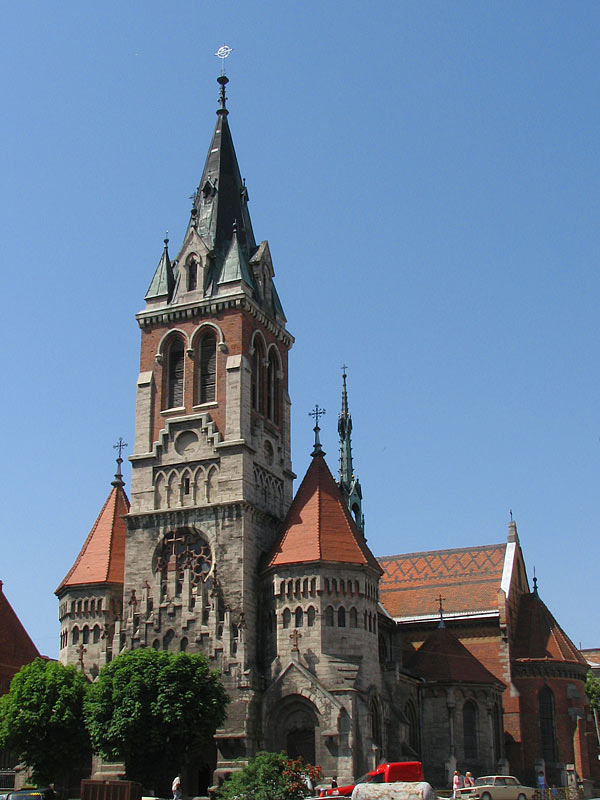
聖スタニスラウス教会
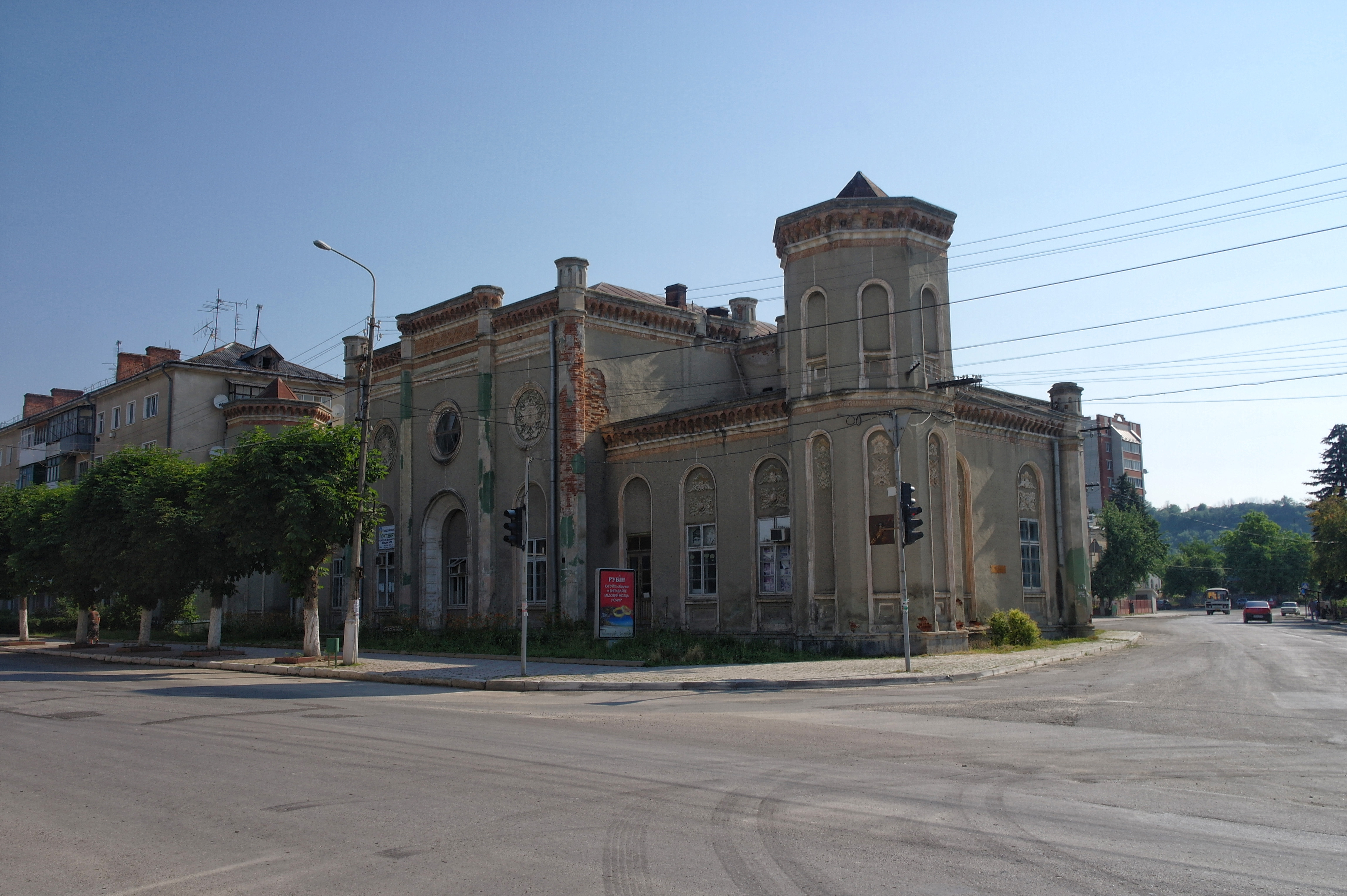
ハシド派シナゴーグ
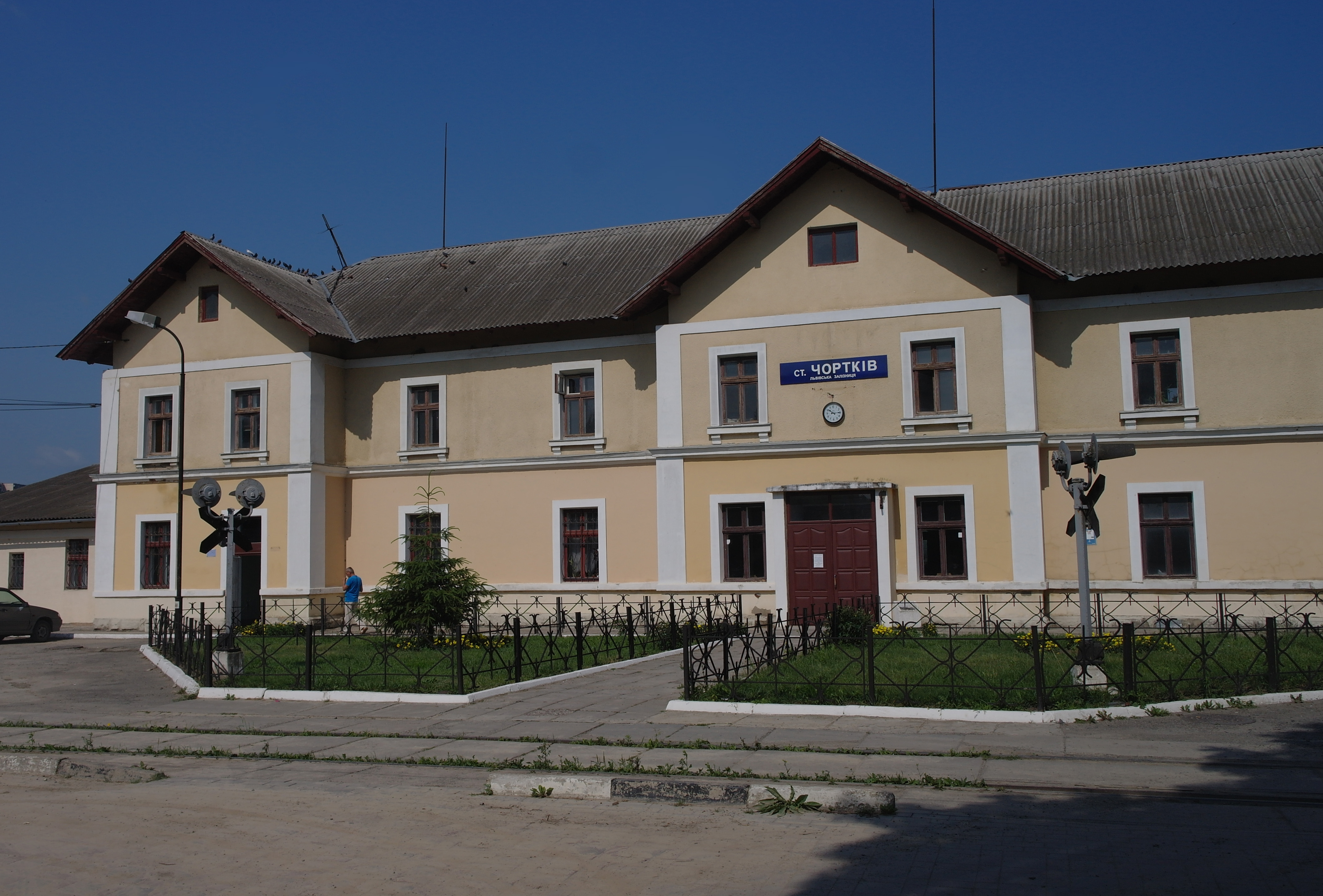
鉄道駅
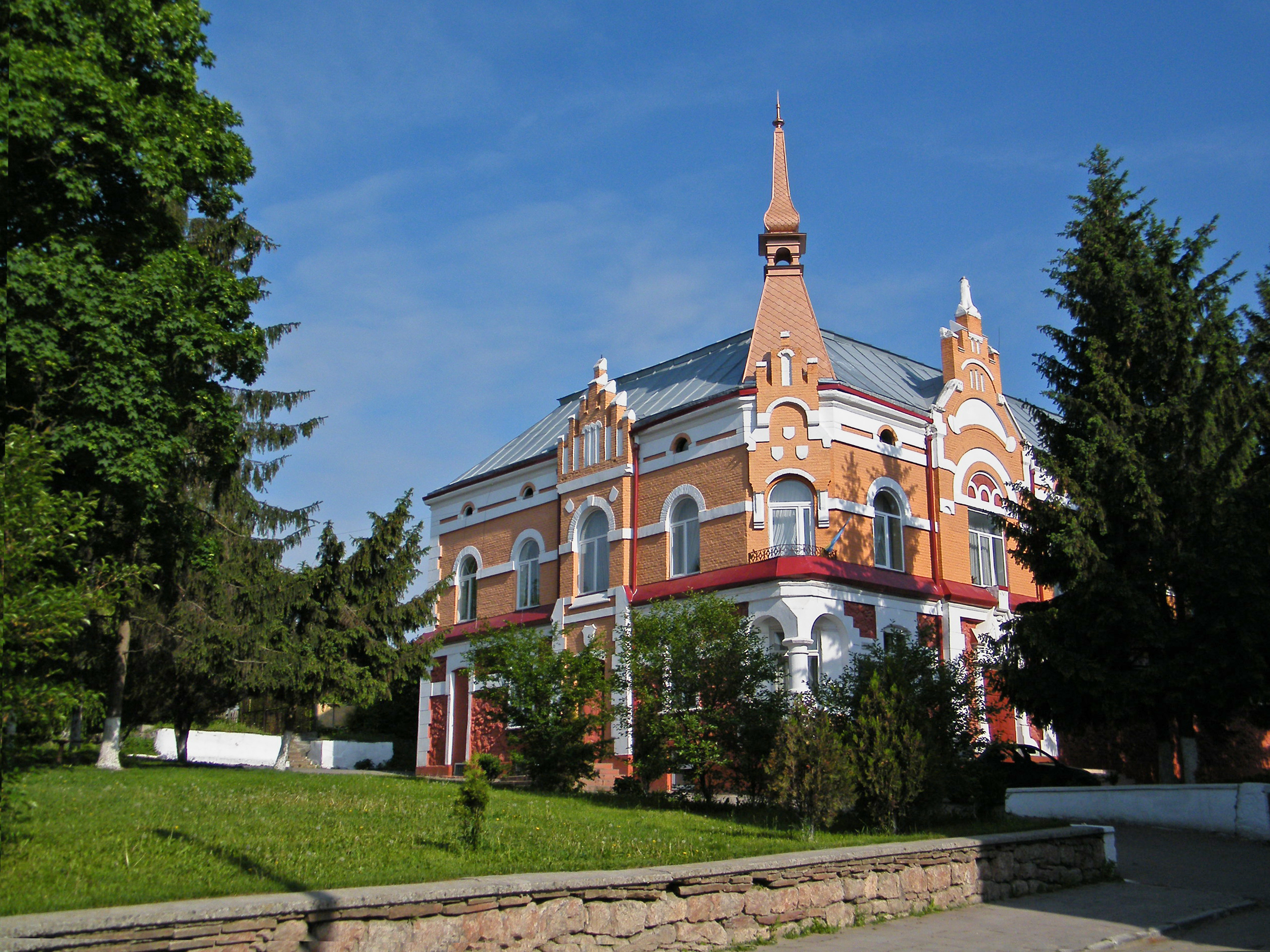
チョルトキウ文化会館
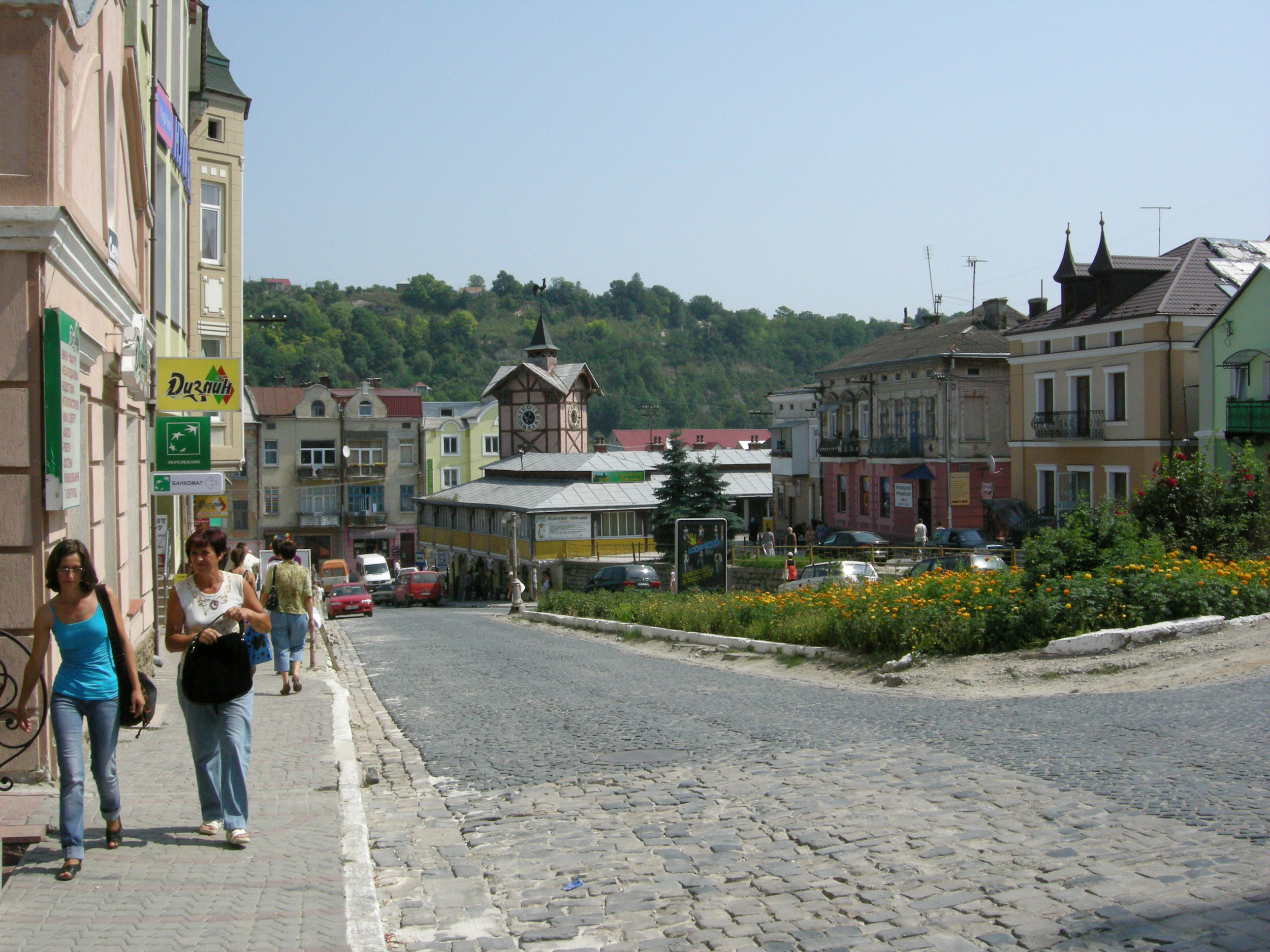
市の中心地と旧市庁舎
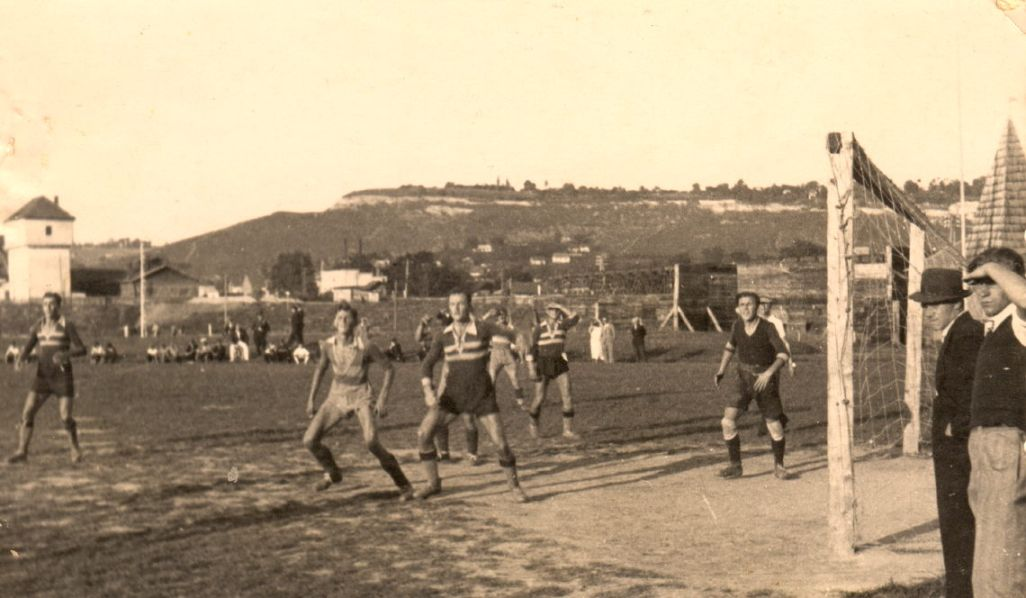
スタジアムでのサッカーの試合（1938年）
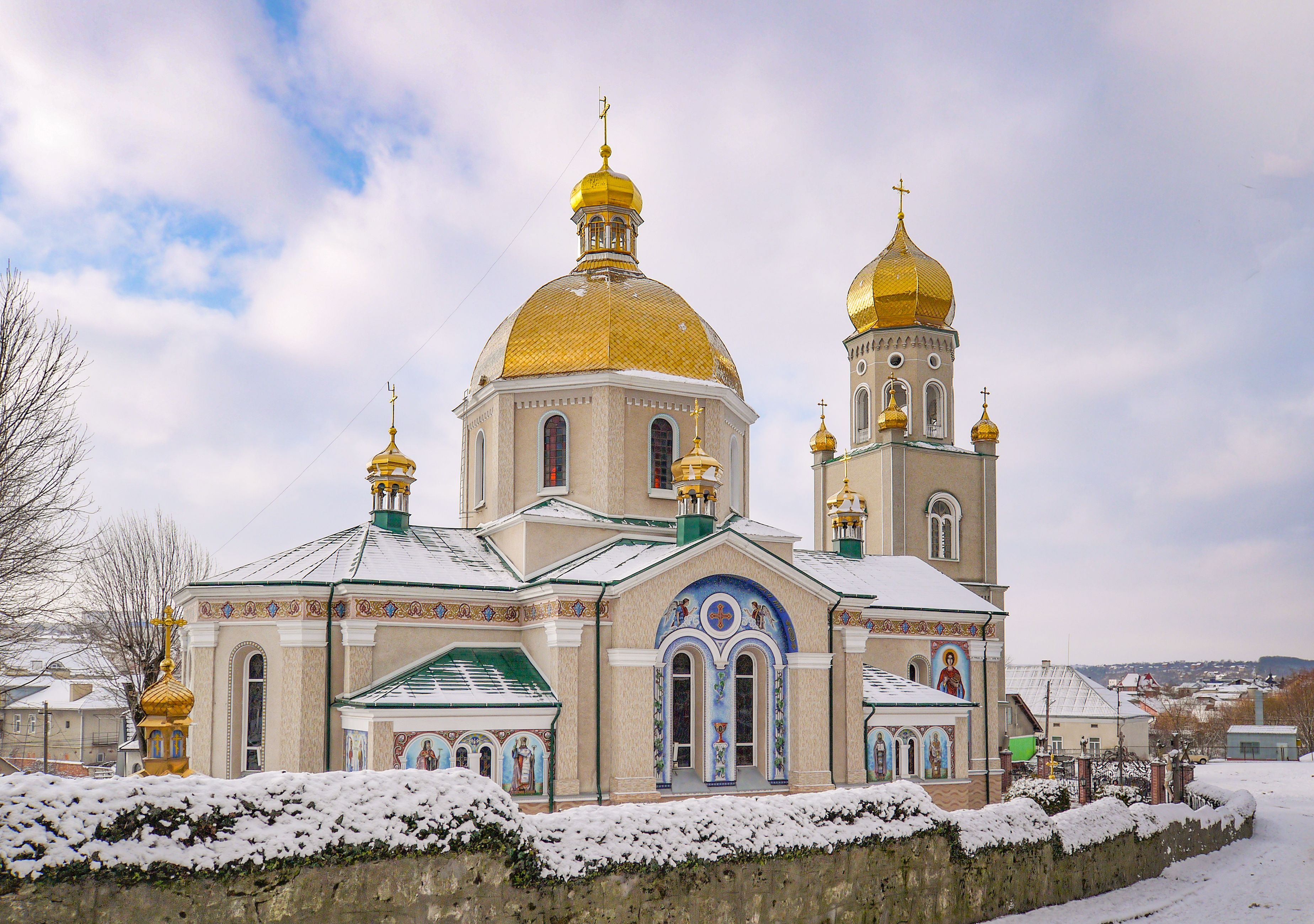
Peter and Paul Cathedral